# Su Xuelin
Su Xuelin (chino, 苏雪林, pinyin: Sū Xuělín, Rui'an, Zhejiang, 24 de febrero de 1897－Tainan, Taiwán, 21 de abril de 1999）fue una erudita y escritora china. 
Era descendiente del célebre vate de la dinastía Song Su Shi y estudió en Anhui y Pekín. Vivió tres años en Francia y regresó a China en 1925, donde fue profesora en la Universidad Soochow y la Universidad Wuhan.
Era rival de Lu Xun, y escribió a Cai Yuanpei para disuadirlo de escribir el panegírico de Lu en su funeral de 1936, lo que provocó una gran ira en la izquierda. En 1949, al instaurarse el partido comunista chino, hubo de mudarse a Hong Kong, donde se concentró en el estudio de textos antiguos escritos por Qu Yuan y la mitología griega y romana.
Desde 1952, impartió clases en la Universidad nacional normal de Taiwán, se jubiló en 1973 y fue galardonada con el premio al profesor honorario de la Universidad de national de Cheng Kung. Murió con 101 años y se había convertido al catolicismo.